# Автошлях О 020508
Автошля́х О 020508 — автомобільний шлях довжиною 3.4 км, обласна дорога місцевого значення в Вінницькій області. Пролягає по Вінницькому району від автошляху Т 0221 до села Якубівка.